# Urodziny (album Edwarda Stachury)
Urodziny – album Edwarda Stachury wydany w 1987 przez wytwórnię Polton. Utwory zostały zarejestrowane podczas sesji nagraniowej w 1976.

## Lista utworów

### strona A
1. "Urodziny" (sł. i muz. Edward Stachura) – 2:30
2. "Edward Stachura o sobie, piosenka szalonego jakiegoś przybłędy" (sł. i muz. Edward Stachura) – 4:15
3. "Boże aniołów" (sł. i muz. Edward Stachura) – 1:05
4. "Błogo bardzo sławił będę ten dzień" (sł. i muz. Edward Stachura) – 2:23
5. "Bójka w L." (sł. i muz. Edward Stachura) – 3:23
6. "Dokąd idziesz? Do słońca!" (sł. i muz. Edward Stachura) – 2:20
7. "Co warto" (sł. i muz. Edward Stachura) – 2:35
8. "Na błękicie jest polana" (sł. i muz. Edward Stachura) – 1:25

### strona B
1. "Jestem niczyj" (sł. i muz. Edward Stachura) – 2:58
2. "Zobaczysz" (sł. i muz. Edward Stachura) – 3:46
3. "Zabraknie Ci psa" (sł. Edward Stachura, muz. Jerzy Satanowski) – 2:23
4. "Banita" (sł. Edward Stachura, muz. Jan Stachura) – 2:06
5. "Ach, kiedy znowu ruszą dla mnie dni" (sł. i muz. Edward Stachura) – 3:32
6. "Ballada dla zapowietrzonego" (sł. i muz. Edward Stachura) – 3:35

## Skład
- Edward Stachura – śpiew, gitara
- Aleksandra Laska-Wołek – projekt graficzny